# شو وادا
شو وادا (باليابانية: 和田周) هو لاعب كرة الريشة ياباني، ولد في 8 أكتوبر 1990 في سايتاما في اليابان.

## وصلات خارجية
- شو وادا على موقع BWF.tournamentsoftware.com (الإنجليزية)
- شو وادا على موقع BWFbadminton.com (الإنجليزية)